# Соммер, Владимир
Владимир Соммер (чеш. Vladimír Sommer; 28 февраля 1921 — 8 сентября 1997) — чешский композитор.

## Биография
Соммер родился в Горни-Йиржетине. Сначала учился в Пражской консерватории, где изучал скрипку у Бедржиха Волдана и композицию у Карела Янечека. Затем он продолжил свое образование в Академии музыкальных искусств в Праге у Павла Борковеца. Сперва работал учителем композиции, после стал профессором в Карловом университете. Соммер написал три симфонии, увертюру, один концерт для виолончели, один концерт для скрипки и хоровые произведения. Он умер в 1997 году в Праге.